# Gynenomis
Gynenomis és un gènere d'arnes de la família Crambidae.

## Taxonomia
- Gynenomis mindanaoensis Munroe & Mutuura, 1968
- Gynenomis sericealis (Wileman & South, 1917)